# 曹英 (射击运动员)
曹英（1974年11月23日—），女，湖南长沙人，中国射擊運動員。

## 生平
曹英在1988年進入長沙市體育學校，兩年後晉身至伍廣州軍區射擊隊。期間，她奪得了第一個的全國錦標。1994年年尾，她入選國家隊，當時的教練為中國首面奧運金牌得主的許海峰。目前，她的教練是張民憲。
在成為國家隊一員的那年，曹英在瑞士舉行的世界軍人射擊錦標賽中的女子個人25米手槍小項得到一個亞軍。翌年在意大利羅馬進行的世界軍人運動會中，她於射擊項目的女子個人25米手槍小項贏得金牌。
1997年，曹在八運會中的女子個人25米手槍小項以103.7環為中国人民解放军奪得第一面射擊項目的金牌。隨後一年，她在曼谷亞運中為中國隊摘下一金一銅。次年，她在南韓首爾的世界杯中取得女子個人25米手槍小項的冠軍，並在城運動會中取得一面銀牌。2000年，她先後在亞洲錦標賽及意大利米蘭站世界杯中得到女子個人25米手槍小項的第二及錦標。
2001年，曹英在九運會的女子個人25米手槍小項未能取得獎牌。次年，她在全國射擊系統賽第二站中，以總成績693.7環的新世界紀錄和全國紀錄成績奪得金牌。2003年，她先後於全國射擊系統賽第二站、第三站奪得女子個人25米手槍小項的冠軍。下年，她於新加坡亞洲錦標賽獲得銀牌。8月，她代表中国国家射击队参加雅典奧運。但最終於女子個人25米手槍小項排名第10。
2005年，曹英在德國慕尼黑世界杯以787.2環取得女子個人25米手槍小項亞軍。次年的8月，她於青海省的全國射擊系統賽以794.2環的成績贏得冠軍。多哈亞運中，她與陶璐娜和陳穎以1749環贏得女子團體25米手槍小項的金牌。之後的女子個人25米手槍小項，她只排名第13。